# Brickell (canción)
«Brickell» es una canción del cantante colombiano Feid y el cantante puertorriqueño Yandel. Fue lanzado el 10 de abril de 2024, a través de Universal Music Latino, La Leyenda LLC e In-Tu Línea, como parte de su EP colaborativo Manifesting 20-05.

## Antecedentes y lanzamiento
El 2 de abril de 2024, Feid anunció el lanzamiento de su EP Manifesting 20-05 junto a Yandel, a través de una publicación en Instagram.  Finalmente se lanzó el 11 de abril de 2024 y «Brickell» fue incluida como la pista número 3 del EP. 

## Video musical
El vídeo musical de «Brickell» fue incluido en un único video que recopila todos los videos musicales de las canciones de Manifesting 20-05. Esta compilación se lanzó el 11 de abril de 2024 en el canal de YouTube de Feid, simultáneamente con el lanzamiento del EP. 

## Video lírico
El vídeo lírico se publicó el 11 de abril de 2024 en el canal de YouTube de Feid, también de manera simultánea con el lanzamiento del EP. 

## Posicionamiento en listas
| Lista (2024)                     | Mejor posición |
| -------------------------------- | -------------- |
| Colombia (Colombia Songs)        | 3              |
| Ecuador (Ecuador Songs)          | 11             |
| España (Promusicae)              | 4              |
| Perú (Peru Songs)                | 10             |
| Estados Unidos (Hot Latin Songs) | 4              |